# 小林嵯峨
小林 嵯峨（こばやし さが）は、日本の舞踏家。1969年、舞踏家土方巽に師事。1975年まで「土方巽燔犠大踏鑑」にて修行、芦川羊子、玉野黄市、和栗由紀夫らと共に活動し、現在に至る。1975年立花隆一と共に独立、『彗星クラブ』を立ち上げるが、立花の死とともに解散。1995年、弟子を携え『小林嵯峨＋麒麟』を発足、1995年には『小林嵯峨＋NOSURI』と改名。

## 著書
- 「うめの砂草――舞踏の言葉」（2005年、アトリエサード）ISBN 9784883750757 (4883750752)　C-CODE 0073

## 写真集
- 『土方巽原作「病める舞姫」東北歌舞伎計画秋田公演（写真・谷口雅彦）』NPO土方巽秋田舞踏会　アートディレクション:宮古美智代　2018年